# Смерть солдата
«Смерть солдата» (англ. Death of a Soldier) — австралийский кинофильм режиссёра Филиппа Моры, вышедший в 1986 году. Основан на реальных событиях, когда американский солдат Эдвард Леонский совершил три убийства, находясь в Австралии на службе в 1942 году.
Исполнитель роли Леонского Рэб Браун был номинирован на Премию Австралийской академии кинематографа и телевидения за лучшую мужскую роль.

## В ролях
| Актёр             | Роль                                  |
| ----------------- | ------------------------------------- |
| Джеймс Коберн     | военный юрист майор Патрик Данненберг |
| Рэб Браун         | рядовой Эдвард Дж. Леонский           |
| Билл Хантер       | сержант полиции Адамс                 |
| Майкл Патэ        | генерал-майор Ричард К. Сазерленд     |
| Теренс Донован    | премьер-министр Австралии Джон Кэртин |
| Рэндалл Бергер    | рядовой Энтони Гэлло                  |
| Антуанетта Байрон | сотрудница почтовой службы            |
| Фрэнк Тринг       | религиозный оратор                    |

## Производство
Идея создания фильма исходила от писателя Уильяма Нэгла, который написал сценарий и выступил в качестве продюсера; Дэвид Хэнней стал сопродюсером. Изначально режиссёрское кресло должен был занять Дик Ричардс, но затем его заменил Филипп Мора. Мора и продюсеры хотели привлечь американских актёров на три роли: Леонского, его лучшего друга Гэлло и юриста Данненберга
В местных газетах было объявлено, что фильм будет называться «Леонски» и будет снят в августе 1981 года с телеведущим Доном Лейном в роли майора армии США.
Первоначально предполагалось, что бюджет составит 3 миллиона долларов, но во время съемок этого оказалось недостаточно, и пришлось собрать дополнительные средства. В целях экономии был сокращен график съемок; некоторые из съемочной группы пожаловались в Австралийскую ассоциацию работников театра и сферы развлечений, что на год отложило выход фильма.
Джеймс Коберн впоследствии называл фильм «не очень хорошим», сетовал на неопытность сценариста и продюсера Нэгла, который сделал фильм чересчур комичным.